# جيرارد وودارز
جيرارد وودارز (بالبولندية: Gerard Wodarz)‏ مواليد 10 أغسطس 1913 في بولندا - الوفاة 08 نوفمبر 1982 في خوجوف، هو لاعب كرة قدم بولندي سابق، كان يلعب في مركز الهجوم. سبق له أن لعب في كأس العالم لكرة القدم مع منتخب بلاده في مونديال عام 1938. كما لعب مع المنتخب في دورة الألعاب الأولمبية الصيفية عام 1936.

## المسيرة الاحترافية

### أندية لعب لها
- رتش شوروزو
- رتش شوروزو

## روابط خارجية
- جيرارد وودارز على موقع الاتحاد الدولي (مؤرشف)  (الإنجليزية)
- جيرارد وودارز على موقع قاعدة بيانات كرة القدم.إي يو (الإنجليزية)
- جيرارد وودارز على موقع ناشيونال فوتبول تيمز (الإنجليزية)
- جيرارد وودارز على موقع Soccerway.com (الإنجليزية)
- جيرارد وودارز على موقع أوليمبيديا (الإنجليزية)